# Олга Донцова
Олга Донцова (рус. О́льга Анато́льевна Донцо́ва; 7. јануар 1959) је руски биохемичар и члан Руске академије наука. Њена истраживачка интересовања укључују: структуру и функције ћелијских машина које садрже РНК, функционална својства и механизме регулације комплекса честица теломераза рибонуклеопротеина (РНП) и некодирајуће РНК.

## Биографија
Године 1991. одбранила је докторат на одељењу за хемију Московског државног универзитета Ломоносов и 1997. године објављена је њена докторска дисертација Развој хемијских метода за проучавање структуре и функције сложених система рибонуклеопротеина. Од 1999. она је професор органске хемије, на одељењу за хемију природних једињења у Московском државном универзитету Ломоносов.
Члан је руске фондације за основна истраживања.

### Чланци
- Sergiev, Petr V.; Artemov, Artem A.; Prokhortchouk, Egor B.; Dontsova, Olga A.; Berezkin, Grigory V. (7. 2. 2016). „Genomes of Strongylocentrotus franciscanus and Lytechinus variegatus: are there any genomic explanations for the two order of magnitude difference in the lifespan of sea urchins?”. Aging. 8 (2): 260—271. PMC 4789581 . PMID 26851889. doi:10.18632/aging.100889.
- Kubarenko, Andrew; Sergiev, Petr; Wintermeyer, Wolfgang; Dontsova, Olga; Rodnina, Marina V. (17. 11. 2006). „Involvement of Helix 34 of 16 S rRNA in Decoding and Translocation on the Ribosome”. Journal of Biological Chemistry. 281 (46): 35235—35244. PMID 16990269. S2CID 21634765. doi:10.1074/jbc.M608060200 .
- Bugaeva, EY; Surkov, S; Golovin, AV; Ofverstedt, LG; Skoglund, U; Isaksson, LA; Bogdanov, AA; Shpanchenko, OV; Dontsova, OA (децембар 2009). „Structural features of the tmRNA-ribosome interaction.”. RNA (New York, N.Y.). 15 (12): 2312—20. PMC 2779675 . PMID 19861420. doi:10.1261/rna.1584209.
- Dontsova, O; Tishkov, V; Dokudovskaya, S; Bogdanov, A; Döring, T; Rinke-Appel, J; Thamm, S; Greuer, B; Brimacombe, R (10. 5. 1994). „Stem-loop IV of 5S rRNA lies close to the peptidyltransferase center.”. Proceedings of the National Academy of Sciences of the United States of America. 91 (10): 4125—9. Bibcode:1994PNAS...91.4125D. PMC 43737 . PMID 7514294. doi:10.1073/pnas.91.10.4125.*
- Dontsova, O; Dokudovskaya, S; Kopylov, A; Bogdanov, A; Rinke-Appel, J; Jünke, N; Brimacombe, R (август 1992). „Three widely separated positions in the 16S RNA lie in or close to the ribosomal decoding region; a site-directed cross-linking study with mRNA analogues.”. The EMBO Journal. 11 (8): 3105—16. PMC 556795 . PMID 1379176. doi:10.1002/j.1460-2075.1992.tb05383.x.

### Књиге
- Sergiev, PV; Golovina, AY; Prokhorova, IV; Sergeeva, OV; Osterman, IA; Nesterchuk, MV; Burakovsky, DE; Bogdanov, AA; Dontsova, OA (2011). „Modifications of Ribosomal RNA: From Enzymes to Function”. Ribosomes: Structure, Function, and Dynamics. Springer Verlag. стр. 442. ISBN 978-3-7091-0214-5. doi:10.1007/978-3-7091-0215-2_9.

### Патенти
- Telomerase inhibiting composition (2017)[6]
- Method for the determination of modified RNA nucleotides (2014)[7]
- Telomerase inhibitors and a method for the preparation thereof (2011)[8]